# Scythocentropus ferrantei
Scythocentropus ferrantei là một loài bướm đêm trong họ Noctuidae.